# Partido Comunista Maltés
El Partido Comunista Maltés (PKM, en maltés: Partit Komunista Malti) es un partido político comunista de la isla de Malta. El PKM fue fundado en 1969, fruto de una escisión del Partido Laborista de Malta por parte de un grupo de militantes del ala izquierda que habían sido activos en la lucha por la independencia nacional. Anthony Vassallo fue el Secretario General en la fundación del partido. El partido se presentó por primera vez a las elecciones generales en 1987 cuando obtuvo el 0.1% de los votos de primera preferencia y ningún escaño. Desde entonces no se ha presentado a ninguna otra elección ya sea europea, nacional o local.
El actual Secretario General es Victor Degiovanni que sucedió en el puesto a Anthony Vassallo en 2004.